# Samanea inopinata
Samanea inopinata là một loài thực vật có hoa trong họ Đậu. Loài này được (Harms) Barneby & J.W.Grimes miêu tả khoa học đầu tiên.